# Gasthuis Barneveld
Het Gasthuis is een gemeentelijk monument aan de Gasthuisstraat 14 in Barneveld. 
Het Proveniers- en Armen en Kinderhuis werd gesticht door dominee Jacobus Mensinga (1740-22 december 1796) die in 1778 vanuit Franeker naar Barneveld kwam. In de Oude Kerk van Barneveld is een gedenkteken met de tekst Ter nagedachtenis van Jacobus Mensinga wijlend haren vromen en trouwen Leeraar en Stichter van Proveniers- en Armen en Kinderhuis. Den oprechten vriend van allen, door zijn gemeente, overleden 22 december 1796, oud ruim 56 jaren. 
Aanvankelijk was het Gasthuis bestemd voor de opvang van armlastigen en ouden van dagen. Na enige tijd kreeg het tevens een verpleegfunctie voor innocente dorpelingen en mindervaliden. Inwonenden dienden wel zoveel mogelijk in het eigen onderhoud te voorzien. Dit kon door te werken in de moestuin, wasserij, wolspinnerij, op de bij het huis behorende boerderij of op het landbouwbedrijf. Artikel 37 van het reglement uit 1913 luidde: Op luiheid, lediggang en traagheid zal ten zeerste worden toegezien door den vader en den moeder. Het Gasthuis kende een mannenkamer en een daarvan gescheiden vrouwenkamer.
Het Gasthuis was eigendom van de Stichting Gasthuis Barneveld. Deze stichting is gefuseerd met de Westerveldsstichting Na de fusie is het gebouw eigendom van de Stichting Gasthuis-Westerveld Barneveld.
In 1965 vertrokken de oudere bewoners van het Gasthuis naar het nieuwe verzorgingstehuis Nebo. Het gebouw werd door de Stichting Gasthuis Barneveld verhuurd aan stichting Pension Tehuis De Haven. In het Gasthuis werden ex-psychiatrische patiënten gehuisvest. 
Na het vertrek van De Haven in 1994 raakte het Gasthuis steeds meer in verval. In het jaar 2000 werd het Gasthuis gerenoveerd en kreeg het de status van Gemeentelijk monument. Het gebouw werd een woonvoorziening voor mensen met een verstandelijke beperking. 